# Urbain Grandier
Urbain Grandier (Bouère, Mayenne, 1590. – Loudun, 18. kolovoza 1634.), francuski svećenik i navodni sotonist, optužen zbog čarobnjaštva na lomaču kao krivac u događajima kasnije poznatima pod nazivom Posjednuća u Loudunu.
Bio je župnik u crkvi Sv. Petra u gradiću Loudun. Nije se pridržavao celibata i sve su bile češće žalbe na njegov skandalozan život. Tvrdilo se da ima dijete s kćerkom kraljevskog prokuratora te da je sklopio ugovor s vragom. Zbog toga je 1630. izveden pred biskupa u Poitiersu. Bio mu je zabranjen povratak u Loudun, no svejedno se vratio i pokušao zavesti časnu sestru Ivanu od Anđela, predstojnicu uršulinskog samostana.
U rujnu 1632. sestre uršulinke optužile su ga da ih je začarao i posalo im demona Astarota da ih opsjeda. Nato su redovnice pozvale opata Mignona, Grandierovog neprijatelja da provede egzorcizam. Ivana od Anđela optužila je Grandiera da ju je pokušao zavesti uporabom crne magije.
Istovremeno, Grandier, poznat i kao anarhist, objavio uje pamflet protiv moćnog kardinala Richelieua, pa je 1634. protiv njega pokrenut postupak zbog antidržavnog djelovanja. Kasnije je opet uhićen i podvrgnut ispitivanju i mučenju, ali nije priznao da je prakticirao magiju. Osuđen je na smrt i spaljen na lomači.